# 马尔科姆·坎贝尔
马尔科姆·坎贝尔（英語：Sir Malcolm Campbell，1885年3月11日—1948年12月31日）是英国赛车手，汽车杂志记者。在1920-1930年间，他驾驶自己开发的“蓝鸟”（Blue Bird）系列赛车，多次打破了水上和陆上速度记录。

## 早年生活
1885年3月11日，坎贝尔出生在英格兰肯特郡的奇斯尔赫斯特，是哈顿花园钻石卖家威廉·坎贝尔（William Campbell）的独生子。 
在1906年到1908年间，他三次赢得了伦敦摩托赛车比赛冠军。1910年，他开始在布鲁克兰兹进行赛车比赛。期间，他在干草剧院观看了莫里斯·梅特林克的戏剧《青鸟》而有感而发，把赛车漆成蓝色，命名为“蓝鸟”。

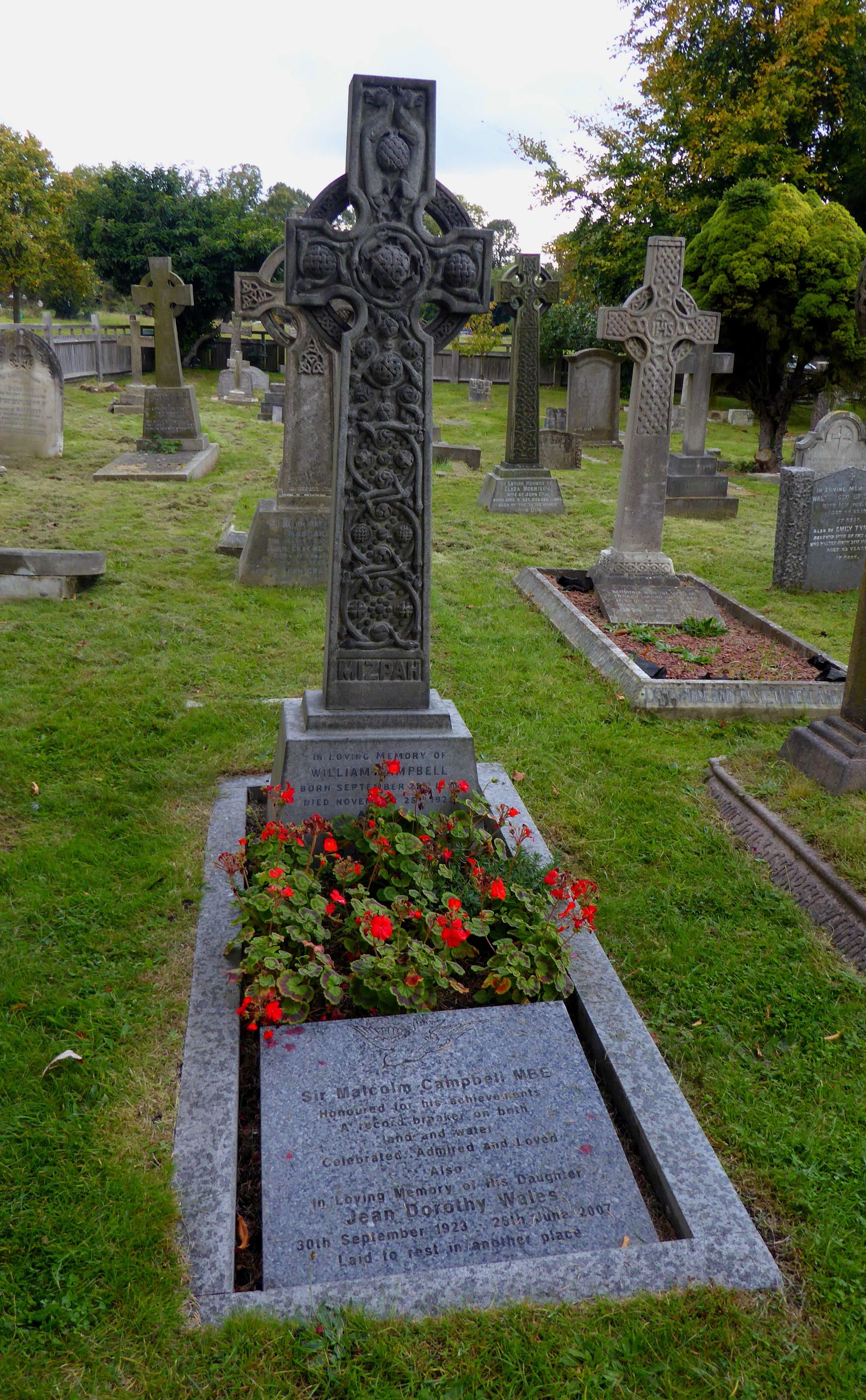
坎贝尔的坟墓（位于奇斯尔赫斯特的圣尼古拉斯教堂）

## 陆上速度记录
坎贝尔的最后一次陆上记录是于1935年9月3日，在美国犹他州博纳维尔盐滩创造的，最大速度达到了301.337 mph（484.955 km/h）。

## 水上速度记录
他曾4次打破水上速度世界纪录。最快的一次记录是于1939年8月19日，在英国坎布里亚郡的科尼斯顿湖创造的141.740 mph（228.108 km/h）。

## 荣誉与纪念
- 为了纪念表彰在第一次世界大战期间的战功，坎贝尔于1919年6月3日被授予大英帝国员佐勋章（MBE）。[6]
- 1931年，坎贝尔在戴通納海灘创下了245.736 mph（395.474 km/h）的陆地速度记录。他在伦敦受到了人民的热烈欢迎。政府在伦敦市长官邸为他举行了盛大的宴会。2月21日，乔治五世国王在白金汉宫授予他骑士爵位。[7]
- 1990年，他入选国际赛车名人堂。
- 2010年，英格兰遗产委员会在金斯顿的坎伯里学校（Canbury School）装上了蓝色牌匾，以纪念坎贝尔对英国做出的贡献。[8]